# Manuel Rivas
Manuel "Manolo" Rivas Barrós (La Coruña, 24 de octubre de 1957) es un periodista y escritor español. Desarrolla su obra fundamentalmente en lengua gallega, aunque también se traduce a menudo al castellano. En este idioma escribe artículos para el diario El País. Codirige la revista mensual de periodismo alternativo Luzes, escrita en gallego. En 2022, fue galardonado con la Medalla de Oro al Mérito en las Bellas Artes que otorga el Ministerio de Cultura de España.
Desde hace muchos años vive en el lugar de Urroa, Vimianzo, en la Costa de la Muerte. Está casado con María Isabel López Mariño, profesora de Economía en un instituto de enseñanza secundaria, y tiene dos hijos: Martiño Rivas, actor que empezó a ser conocido por su trabajo en la serie El internado, y Sol Mariño, poeta y fotógrafa.

## Biografía
Nacido en la calle Marola del barrio coruñés de Monte Alto, estudió en el Instituto de Enseñanza Secundaria Monelos. Su padre, albañil, quería que siguiera sus pasos; su madre, lechera, le aconsejó con ironía conseguir un trabajo "en el que no se mojase", así que le hizo caso y se empeñó en estudiar.
Comenzó a trabajar como periodista a los 15 años, escribiendo para el diario El Ideal Gallego. Terminada la secundaria, se trasladó a Madrid, donde estudió Ciencias de la Información. Compaginó estudios y trabajo. En Madrid formó parte del grupo de vanguardia artístico "Loia", que editó la revista del mismo nombre, junto con Reimundo Patiño, Antón Patiño, Menchu Lamas y los hermanos Xosé Manuel y Lois Pereiro. En 1976, con 19 años, se incorporó a la redacción de la revista Teima, primer semanario escrito en gallego. 
A su vuelta a La Coruña trabajó con diferentes medios de comunicación escritos y audiovisuales (prensa, radio y televisión). Llegó a ser subdirector de Diario de Galicia y responsable de la sección cultural de El Globo. En octubre de 2003 participó en la reinauguración de la emisora comunitaria coruñesa Cuac FM junto con Xurxo Souto, convirtiéndose ambos en padrinos y socios de honor. Escribe en el diario El País, periódico del que fue corresponsal en Galicia en la década de los 80. Dirigió la revista cultural "Luzes de Galiza", que se editó entre 1990 y el año 2000 y con el apoyo de Isaac Diaz Pardo en Edicións do Castro. En 2014 fue uno de los fundadores de Luzes, revista mensual en lengua gallega de crónicas, análisis y creación que codirige junto con el periodista Xosé Manuel Pereiro.
Por otro lado, Manuel Rivas fue socio fundador de Greenpeace en España, organización en la que ocupó cargos directivos durante varios años. Durante el desastre del Prestige participó en la creación de la plataforma ciudadana Nunca Máis. Fue además premiado por la sección belga de Amnistía Internacional. En 1981 participó en la expedición del Xurelo a la fosa atlántica, donde se vertían residuos radioactivos, protesta que culminaría en 1985 con la prohibición de los cementerios nucleares en el mar por la Organización Marítima Internacional. 
En 2009 fue elegido miembro de la Real Academia Gallega. En octubre de 2011 fue distinguido con el título de doctor honoris causa por la Universidad de La Coruña, celebrándose la investidura el 23 de marzo del año siguiente.

## El escritor
Algunos críticos lo consideran uno de los escritores más importantes de la literatura gallega contemporánea. Destaca por su uso de la lengua, la autenticidad de sus relatos y su compromiso sociopolítico. Cultiva más la narración, pero trabaja desde la novela hasta el ensayo o la poesía en lo que él mismo denomina "contrabando de géneros".
Buena parte de sus mejores reportajes están compilados en El periodismo es un cuento (en castellano, 1998), que numerosas facultades de Ciencias de la Información usan como libro de texto, así como en los volúmenes Toxos e flores (1992), Galicia, el bonsái atlántico (1994), Galicia, Galicia (2001), Mujer en el baño (2004) y Una espía en el reino de Galicia (2004).
Se inició como poeta en los años setenta. Fue cofundador del grupo Loia, en cuya revista homónima publicó sus primeros versos. Ha publicado varios poemarios y las antologías Do descoñecido ao descoñecido, El pueblo de la noche y El pueblo de la noche y Mohicania revisitada.
Comenzó en la narrativa con cuentos, y obtuvo su primer triunfo con el volumen Un millón de vacas (1989), que ganó el Premio de la Crítica de narrativa gallega. Su recopilación ¿Qué me quieres, amor?, que incluye el relato en que se basó José Luis Cuerda para rodar la película La lengua de las mariposas, recibió en 1996 los premios Nacional de Narrativa y Torrente Ballester.
Además de cuentos, ha escrito varias novelas y obtenido éxito tanto entre lectores como la crítica. Así, El lápiz del carpintero (1998) ganó una serie de premios, entre los que destaca el de la Crítica. Esta obra, que está traducida a 36 idiomas, la llevó al cine Antón Reixa. 
Después ha recopilado relatos en Las llamadas perdidas (2002, premio de la Crítica), Contos de Nadal y Nosotros dos (ambos de 2003). Hizo una incursión en el teatro con la pieza El héroe (2005).
Todo es silencio (2010), novela policíaca finalista del premio Hammett, fue adaptada al cine en una película (2012) dirigida por el director albaceteño José Luis Cuerda donde aparecen actores como Miguel Ángel Silvestre y Juan Diego. Esta novela también ha sido publicada en el Reino Unido.
En 2012 publicó el muy personal Las voces bajas, donde se zambulle en su infancia y en la de su hermana María, testigos de la supervivencia familiar durante el franquismo y de las "voces de la intrahistoria". Según Rivas, lo que cuenta "no es el enigma que yo soy; yo puedo entender parte del enigma que soy contando a los demás".
En 2015 apareció El último día de Terranova, novela que relata la trayectoria española desde la posguerra y la transición tomando como punto de partida la vida de una librería de La Coruña, hoy amenazada por el cierre.
En 2018 publicó Vivir sin permiso y otras historias de Oeste, que contiene las tres nouvelles o novelas cortas El miedo de los erizos, Vivir sin permiso y Sagrado mar. Ese mismo año apareció, en lengua gallega y en español, el libro de pensamiento crítico Contra todo esto, que se abre con "Un manifiesto rebelde" y que concluye con la compilación de aforismos «Hierbas de ciego». Como una continuación simétrica de esta obra de denuncia, en el 2020, se publicó "Zona a Defender", que se inicia con el manifiesto "La esperanza indócil" y se cierra con los aforismos de "La isla inventada". 

## Obras

### Poesía
- Libro de Entroido (1979)
- Balada nas praias do Oeste (1985)
- Mohicania (1986)
- Ningún cisne (1989)
- Costa da morte blues (1995)
- O pobo da noite, antología (1996) — El pueblo de la noche (Alfaguara, 1997)
- Do descoñecido ao descoñecido, obra poética 1980-2003 (2003)
- El pueblo de la noche y Mohicania revisitada (Punto de Lectura, 2004)
- A desaparición da neve — La desaparició de la neu - Elurraren urtzea - La desaparición de la nieve (Alfaguara, 2009)
- A boca da terra (2015) — La boca de la tierra (Visor, 2016)
- O que fica fóra (Apiario, 2021)
- Lo que queda fuera (Ed. Cuatro Lunas, 2023)

### Narrativa
- Todo ben, novela (1985)
- Un millón de vacas (1990) — Un millón de vacas, cuentos y poemas (Ediciones B, 1990)
- Os comedores de patacas, novela (1992) — Los comedores de patatas (Ediciones B, 2001)
- En salvaxe compaña, novela (1994) — En salvaje compañía (Alfaguara, 1998)
- Que me queres, amor?, relatos (1996) — ¿Qué me quieres, amor? (Alfaguara, 1997)
- Bala perdida, novela juvenil (Alfaguara, 1997)
- O lapis do carpinteiro, novela (1998) — El lápiz del carpintero (Alfaguara, 2002)
- El secreto de la tierra, recopilación de Un millón de vacas y Los comedores de patatas (Alfaguara, 1999)
- Ela, maldita alma, relatos (1999) — Ella, maldita alma (Alfaguara, 1999)
- A man dos paíños, relatos (2001) — La mano del emigrante (Alfaguara, 2001)
- As chamadas perdidas, relatos (2002) — Las llamadas perdidas (Alfaguara, 2002)
- Contos de Nadal (2003) — Cuentos de un invierno (Alfaguara, 2006)
- Nosotros dos, relato (2003)
- Os libros arden mal, novela (2006) — Los libros arden mal (Alfaguara, 2006)
- Todo é silencio, novela (2010) — Todo es silencio (Alfaguara, 2010)
- O máis estraño, relatos reunidos (2011) — Lo más extraño, (Alfaguara, 2011)
- As voces baixas, autobiografía (2012) — Las voces bajas (Alfaguara, 2012)
- O último día de Terranova, novela (2015) — El último día de Terranova (Alfaguara, 2015)
- Vivir sen permiso e outras historias de Oeste, relatos (2018) — Vivir sin permiso y otras historias de Oeste (Alfaguara, 2018)
- O Chispas (Xerais, 2020) - "Chispas" (Alfaguara Clásicos, 2021)
- A nena lectora (Xerais, 2021) - "La niña lectora" (Alianza Editorial, 2022)
- La tierra oculta (Alfaguara, 2023), que incluye Un millón de vacas (relatos), Los comedores de patatas (novela), En salvaje compañía (novela), Los habitantes de la dificultad (relatos).
- Tras do Ceo (Xerais, 2024) - Detrás del cielo (Alfaguara, 2024)

### Ensayo
- Toxos e flores (1992)
- Galicia, el bonsái atlántico (Aguilar, 1994)
- El periodismo es un cuento (Alfaguara, 1997)
- Galicia, Galicia (1999) — Galicia, Galicia  (Aguilar, 2001)
- Muller no baño (2002) — Mujer en el baño (Alfaguara, 2003)
- Os Grouchos (2008)
- A corpo aberto (2008) — A cuerpo abierto (Alfaguara, 2008)
- Vicente Ferrer. Rumbo a las estrellas con dificultades, biografía (RBA, 2013)
- Contra todo isto: un manifesto rebelde (2018) — Contra todo esto: un manifiesto rebelde (Alfaguara, 2018)
- Libro dos manifestos (Luzes, 2019)
- Zona a defender (2020) — Zona a defender (Alfaguara, 2020)

### Teatro
- O heroe (2006) — El héroe (Alfaguara, 2006)

### Filmografía
- Todo es silencio, dirigida por José Luis Cuerda, basada en la novela homónima.
- La lengua de las mariposas, dirigida por José Luis Cuerda, basada en tres relatos del libro ¿Qué me quieres amor?.
- El lápiz del carpintero, dirigida por Antón Reixa, basada en la novela homónima
- «Mayday», segmento del documental colectivo ¡Hay motivo!, dirigido por Manuel Rivas.
- «Punto final», segmento del documental colectivo Nunca Máis, dirigido por Manuel Rivas.
- La rosa de piedra, dirigida por Manuel Palacios.
- Lisboa, faca no coração, dirigida por Manuel Palacios.
- Primer amor, cortometraje dirigido por José Luis Cuerda.
- Xinetes na tormenta, cortometraje dirigido por Ricardo Llovo.
- Vivir sin permiso, serie de televisión basada en un relato del libro Vivir sin permiso y otras historias de Oeste (2018).

## Premios y reconocimientos
- 1980 - Premio de Poesía Nova de O Facho por el poema «Pra escarnho e mal dizer»
- 1989 - Premio Leliadoura por Ningún cisne
- 1989 - Premio de la Crítica de narrativa gallega por Un millón de vacas
- 1994 - Premio de la Crítica gallega de narrativa por En salvaxe compaña
- 1996 - Premio Nacional de Narrativa por ¿Qué me quieres, amor?
- 1996 - Premio Torrente Ballester por ¿Qué me quieres, amor?
- 1998 - Premio de la Crítica de narrativa gallega por El lápiz del carpintero
- 1998 - Premio de la Asociación de Escritores en Lengua Gallega por El lápiz del carpintero
- 1998 - Premio Arzobispo Juan de San Clemente por El lápiz del carpintero
- 2000 - Premio Goya al mejor guion adaptado por La lengua de las mariposas, ex aequo con Rafael Azcona y José Luis Cuerda
- 2001 - Premio 50 aniversario de la sección belga de Amnistía Internacional por El lápiz del carpintero
- 2003 - Premio Agustín Merello de la Comunicación por la Asociación de la Prensa de Cádiz[10]
- 2006 - Premio Libro del Año del Gremio de Libreros de Madrid por Los libros arden mal
- 2006 - Premio de la Crítica de narrativa gallega por Os libros arden mal
- 2011 - Doctor honoris causa por la Universidad de La Coruña.[11]
- 2016 - Premio Gala do Libro Galego (narrativa) por "O último día de Terranova".
- 2019 - Premio Internacional de escritura en Lengua Materna (Ostana, Val del Po, Italia).
- 2022 - Premio Follas Novas de poesía por "O que fica fóra".
- 2022 - Premio de Creación Literaria de Galicia por "O que fica fóra".
- 2022 - Medalla de Oro al Mérito en las Bellas Artes  del Ministerio de Cultura de España.
- 2024 - Premio Nacional de las letras españolas del Ministerio de Cultura de España.[12]
- 2025 - Premio Antón Losada Diéguez por Tras do ceo.[13]
- 2025 - Premio de la Crítica de narrativa gallega por Tras do ceo.[14][15]